# HD 19948
HD 19948，又名CD-49 884，SAO 216197、HR 960，是一颗恒星，视星等为6.12，位于銀經261.22，銀緯-55.59，其B1900.0坐标为赤經3h 7m 12.2s，赤緯-49° -55.59′ 42″。